# Fabián Espejel
Fabián Espejel (Ciudad de México, 1995) es un poeta y traductor mexicano. Su primer libro de poesía, Antártida, recibió el Premio Bellas Artes de Poesía Aguascalientes en el 2023.

## Trayectoria
Su formación comenzó en talleres de creación literaria, que impartían poetas como Sergio Mondragón y Alicia Reyes en la Capilla Alfonsina de la Ciudad de México.[cita requerida]
Estudió literatura hispánica en la Facultad de Filosofía y Letras de la UNAM, donde fue alumno de David Huerta, entre otros profesores. Asimismo, fue jefe de redacción de la revista Punto de Partida de la Dirección de Literatura y Fomento a la Lectura de la misma casa de estudios, y ha sido dictaminador de la división literaria de Penguin Random House México.[cita requerida]
Ha colaborado en revistas y suplementos culturales de México, Estados Unidos y América Latina, como Letras Libres, Nexos, La Cultura en México, Periódico de Poesía, Casapaís y Papel Literario, del periódico El Nacional, entre otros. Asimismo, sus textos han aparecido en antologías de poesía y ensayo editadas por la UNAM, Debolsillo y Bonilla y Artigas.
Desde 2022 es miembro de la Asociación Mexicana de Traductores Literarios (Ametli). Se especializa en la traducción de poesía en inglés y francés.
En 2023 publicó su primer libro, un poemario basado en la expedición del explorador noruego Roald Amundsen a la Antártida. En diciembre de ese año fue invitado a participar en El Salón de la Poesía de la Feria Internacional del Libro de Guadalajara.
Su versión en endecasílabos asonantes de El cementerio marino, de Paul Valéry, se publicó ese mismo año en la prestigiosa colección El oro de los tigres, de la UANL. En 2024 recibió el Premio Bellas Artes de Traducción Literaria Margarita Michelena en la categoría de poesía. 

## Obra
Poesía
- Antártida (Fondo de Cultura Económica, 2023).

Traducción
- El cementerio marino, de Paul Valéry. Versión y notas de Fabián Espejel; prólogo de José María Espinasa (Universidad Autónoma de Nuevo León, 2023).

## Premios
- Premio Bellas Artes de Poesía Aguascalientes 2023.
- Premio Bellas Artes de Traducción Literaria Margarita Michelena 2024.

## Becas y reconocimientos
- Becario de la Fundación para las Letras Mexicanas (2019-2020). Tutora: María Baranda.
- Becario del programa Jóvenes Creadores del Fondo Nacional para la Cultura y las Artes (2021-2022). Tutores: Roxana Elvridge-Thomas y Omar Pimienta.